# Törvényszövegek Pápai Tanácsa
A Törvényszövegek Pápai Tanácsa (latinul: Pontificium Consilium de Legum Textibus, olaszul: Pontificio Consiglio per i testi legislativi) a Római Kúria egyik dikasztériuma (hivatala). Célja a egyházi törvények autentikus értelmezése, a kánonjog fejlesztése és őrködés a egyházi jogalkotás rendje felett.

## Előzmény
A 20. század eleji kodifikációs folyamat egyik fontos következménye volt egy olyan szerv felállítása mely az új, 1917-es Egyházi Törvénykönyv kapcsán autentikus jogértelmezésre jogosult. E célt XV. Benedek pápa a Kódexmagyarázó Bizottság felállításával kívánta elérni. E bizottság 1917. szeptember 15-től 1963. március 28-ig működött. Ekkor helyét átvette a Kódexrevíziós Bizottság, mely a törvénykönyv revízióját és a II. Vatikáni Zsinat rendelkezéseit készítette elő. A zsinat után Zsinati Dekrétumokat Magyarázó Pápai Bizottságként működött tovább.

## Alapítása és feladatköre
Az új törvénykönyv kiadása után II. János Pál pápa 1984. január 2-án újra a kódex magyarázatának feladatával bízta meg a szervezetet, és egyúttal pápai tanács rangjára emelte. Ekkor kapta a Pápai Törvénymagyarázó Bizottság nevet, jelenlegi nevét 1988 óta viseli. 1990-től a Keleti Egyházak Kánonjainak Kódexe kapcsán is ellátja a jogértelmezés feladatát. Feladatköre azóta jogértelmezés mellett kiterjed a pápai jogalkotás előkészítésére, így a törvénytervezetek megalkotására, a kódex revíziójának előkészítésére, kánonjog tudományos vizsgálatára és fejlesztésére. Ezen kívül a tanács feladata kérelemre ellenőrizni, hogy a helyi jogszabályok nem ellenkeznek-e magasabb rendű normákkal.

## Szervezet
A Törvényszövegek Pápai Tanácsa élén egy elnök áll, érseki rangban. Az ő munkáját egy titkár és egy altitkár segíti. A titkár általában felszentelt püspök, az altitkár áldozópap.
| Név, beosztás                                   | Országa       | Kinevezés dátuma  |
| ----------------------------------------------- | ------------- | ----------------- |
| Filippo Iannone O.Carm. érsek elnök             | Olaszország   | 2018. április 7.  |
| Juan Ignacio Arrieta Ochoa de Chinchetru titkár | Spanyolország | 2007. február 15. |
| Markus Graulich SDB altitkár                    | Németország   | 2014. május 22.   |

## Elnökök
- 1917–1930: Pietro Gasparri
- 1934–1936: Luigi Sincero
- 1939–1946: Massimo Massimi
- 1955–1966: Pietro Ciriaci
- 1967–1982: Pericle Felici
- 1984–1989: Rosalio José Castillo Lara SDB
- 1990–1994: Vincenzo Fagiolo
- 1994–2007: Julián Herranz Casado
- 2007–2018: Francesco Coccopalmerio
- 2018-    : Filippo Iannone OCarm